# Íñigo Cuesta
Pour les articles homonymes, voir Inigo.
Íñigo Cuesta, né le 3 juin 1969 à Burgos, est un coureur cycliste espagnol professionnel entre 1994 et 2011. Il a commencé sa carrière professionnelle en 1994 au sein de l'équipe Euskadi et l'a terminé en 2011 au sein de la formation Caja Rural.

## Biographie
Íñigo Cuesta totalise trois victoires individuelles dans sa carrière professionnelle, dont le Tour du Pays basque 1998.
En 2000, lors du Critérium du Dauphiné libéré, il remporte sa première étape en ligne en échappé lors de la sixième étape qui se termine à Briançon. Il devance à cette occasion son compatriote Pablo Lastras (Banesto) et s'empare également du maillot rouge à pois blanc de leader du classement de la montagne. Il conserve ce maillot jusqu'à l'arrivée de l'épreuve à Sallanches le lendemain.
Il est aussi connu pour détenir le record de participations au Tour d'Espagne : il a été présent lors de 17 éditions consécutives, de 1994 à 2010. Il met un terme à sa carrière cycliste en août 2011 après sa dernière course au Tour de Burgos.

## Palmarès

### Palmarès amateur
- 1992
  - Subida a Gorla
- 1993
  - 2e de la Subida a Gorla
  - 3e de la Santikutz Klasika

### Palmarès professionnel
- 1995
  - 2e du Tour des Asturies
- 1996
  - 2e du Tour de la Communauté valencienne
  - 2e de la Semaine catalane
  - 3e du Challenge de Majorque
  - 3e de la Classique des Alpes
  - 3e du Tour de Castille-et-León
  - 3e du Tour de Burgos
  - 6e de Paris-Nice
- 1998
  - Classement général du Tour du Pays basque
  - 3e du Tour d'Aragon
- 2000
  - 7e étape du Critérium du Dauphiné libéré
- 2002
  - 10e du Tour de Romandie
- 2005
  - 5e étape du Tour de Catalogne (contre-la-montre)
  - 8e du Tour de Catalogne
- 2006
  - 1re étape du Tour d'Espagne (contre-la-montre par équipes)
  - 7e du Tour d'Allemagne

## Résultats sur les grands tours

### Tour de France
7 participations
- 1996 : abandon (13e étape)
- 1997 : 70e
- 2001 : 63e
- 2002 : 49e
- 2003 : 127e
- 2007 : 51e
- 2009 : 87e

### Tour d'Italie
3 participations
- 1999 : 72e
- 2006 : 52e
- 2010 : 85e

### Tour d'Espagne
17 participations
- 1994 : 15e
- 1995 : abandon (15e étape)
- 1996 : 46e
- 1997 : 60e
- 1998 : 52e
- 1999 : 45e
- 2000 : abandon (11e étape)
- 2001 : 13e
- 2002 : abandon
- 2003 : 22e
- 2004 : abandon (9e étape)
- 2005 : 29e
- 2006 : 27e, vainqueur de la 1re étape (contre-la-montre par équipes)
- 2007 : 41e
- 2008 : 37e
- 2009 : 35e
- 2010 : 26e

## Classements mondiaux
| Année              | 2005 | 2006 | 2007 | 2008 | 2009 | 2010 | 2011  |
| ------------------ | ---- | ---- | ---- | ---- | ---- | ---- | ----- |
| Classement ProTour | 114e | 109e |      |      |      |      |       |
| UCI Europe Tour    |      |      |      |      | 636e |      | 1268e |